# Gottlieb Wilhelm Bischoff
Gottlieb Wilhelm Bischoff (Bad Dürkheim, 21 maggio 1797 – Heidelberg, 11 settembre 1854) è stato un botanico tedesco.

## Biografia
Bischoff studiò botanica a Kaiserslautern sotto la direzione di Wilhelm D.J. Koch, l'autore del classico Flora Deutschlands. Nel 1819 visitò l'Accademia di belle arti di Monaco, e successivamente nel 1821 andò a Erlangen. Nel 1824 divenne insegnante a Heidelberg, dove si laureò nel 1825, e nel 1833 fu professore di botanica, e nel 1839 fu direttore dell'Orto botanico.
Georg Engelmann fu uno dei suoi allievi. Bischoff si specializzò nella sistematica e riproduzione del crittogame e fece molte opere sui muschi.

## Opere
- Handbuch der botanischen Terminologie und Systemkunde (1830 a 1844)
- Lehrbuch der allgemeinen Botanik (1834-1840)
- Wörterbuch der beschreibenden Botanik (1839)
- Medizinisch-pharmazeutische Botanik (1843)
- Die Botanik in ihren Grundrissen und nach ihrer historischen Entwicklung (1848)
- Beiträge zur Flora Deutschlands und der Schweiz (1851)